# 시민 포럼

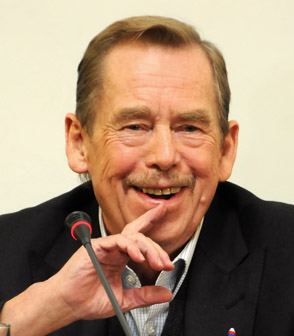
시민 포럼의 지도자 바츨라프 하벨 대통령

시민 포럼(체코어: Občanské fórum)은 1980년대 말 체코슬로바키아에서 활동하던 시민적인 조직이다. 1989년 벨벳 혁명 때 만들어졌다. 슬로바키아에서는 폭력에 반대하는 조직(슬로바키아어: Verejnosť proti násiliu)이라고 부른다. 바츨라프 하벨을 중심으로 만들어졌다.

## 벨벳 혁명
1989년, 벨벳 혁명이 터지자 시민들은 그들만의 조직을 만들었다. 바로 시민 포럼이다. 그들은 바츨라프 하벨을 지도자로 하였다. 그들은 정부인 체코슬로바키아 사회주의 공화국에 대항하여 싸웠다. 하벨은 모든 시민을 모집하여 1989년 12월 말, 다시 시위를 일으키며 정부에 대항했다. 그리고 벨벳 혁명은 시민 포럼의 끈질긴 노력과 시민들의 노력으로 성공적으로 끝나게 된다. 결국 체코슬로바키아에는 다당제가 도입되고 이듬해 3월, 체코슬로바키아 공산당과 정부가 무너지면서 시민 포럼은 1991년 국명을 체코슬로바키아 공화국으로 바꾸고 바츨라프 클라우스가 의장으로 선출되었다. 대통령에는 시민 포럼의 지도자인 바츨라프 하벨이 대통령이 되었다. 현재 슬로바키아는 체코의 시민 포럼을 약간 다르게 부르고 있다.